# Maratón y Ultramaratón 100k de Hielo de la Antártida
La Maratón de Hielo de la Antártica fue creada por Richard Donovan para permitir que los corredores de maratón puedan competir en los siete continentes.
El lugar de la maratón de hielo de la Antártica y la ultramaratón 100k tiene lugar en el paralelo 80° sur, solo a unos cientos de millas del polo sur, a los pies de las montañas Ellsworth. Los participantes viajan desde Punta Arenas, Chile hacia el lugar de la carrera en el interior de la Antártica, donde experimentan temperaturas bajo cero las 24 horas del día.

## Resultados
| Año               | Ganador maratón hombres | Ganadora maratón mujeres | Ganador 100k hombres | Ganadora 100k mujeres |
| ----------------- | ----------------------- | ------------------------ | -------------------- | --------------------- |
| Enero de 2006     | Evgeniy Gorkov          | Wendy MacKinnon          | Richard Donovan      | Sin competidores      |
| Diciembre de 2006 | Henri Alain d'Andria    | Noelle Sheridan          | Richard Donovan      | Sin competidores      |
| 2007              | Marc de Keyser          | Sin finalistas           | Christian Schiester  | Sin competidores      |
| 2008              | Miles Cudmore           | Kirsi Montonen           | Marc de Keyser       | Sin competidores      |
| 2009              | jason Wolfer            | Richelle Turner          | Richard Donovan      | Sin competidores      |
| 2010              | Bernardo Fonseca        | Clare Apps               | Bernardo Fonseca     | Clare Apps            |
| 2011              | Clément Thévenet        | Yvonne Brown             | Clément Thévenet     | Sin competidores      |
| 2012              | Andrew Murray           | Demelza Farr             | Marc de Keyser       | Sin competidores      |
| 2013              | Petr Vabroušek          | Fiona Oakes              | Petr Vabroušek       | Audery McIntosh       |
| 2014              | Marc de Keyser          | Frédérique Laurent       | Chen Penbin          | Sin competidores      |
| 2015              | Paul Webb               | Silvana Camelio          | Keith White          | Sin competidores      |
| 2016              | Gary Thornton           | Joanna Mędraś            | Griff Griffith       | Angela Chong          |
| 2017              | Frank Johansen          | Kelly McLay              | Kurt Alderweireldt   | Jennifer Cheung       |
| 2018              | Piotr Suchenia          | Roma Puišienė            | No disputada         | No disputada          |